# جاكومو بولغاريلي

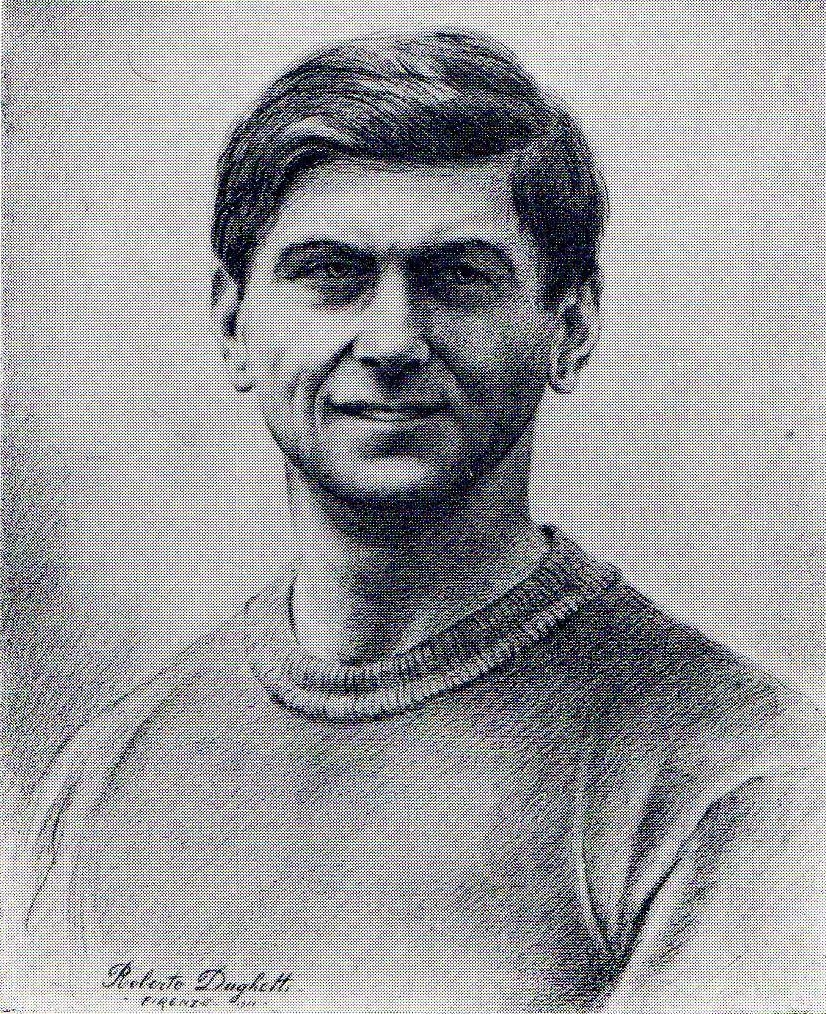
جاكومو بولغاريلي

جاكومو بولغاريلي (Giacomo Bulgarelli)، (ميديشينا بمقاطعة بولونيا، 24 أكتوبر 1940 - بولونيا، 12 فبراير 2009) لاعب كرة القدم إيطالي بمركز لاعب خط الوسط. بطل أوروبا في عام 1968 مع الوطني الإيطالي. ربط حياته المهنية في نادي بولونيا، ولطالما كان فيه كابتن فريق، كما فاز معه بلقب الدوري الإيطالي عام 1964.
يُعتبر بولجاريلي أحد أعظم لاعبي خط الوسط في تاريخ إيطاليا، حيث قضى مسيرته الكروية بأكملها مع نادي بولونيا الإيطالي، حيث كان أيضًا قائدًا للفريق؛ كان شخصية مهمة في النادي، وهو صاحب الرقم القياسي في عدد المباريات التي خاضها الفريق على مر العصور، وفاز بلقب الدوري الإيطالي مع فريق بولونيا في عام 1964، من بين جوائز أخرى. وبعد تقاعده، أمضى فترة قصيرة في أمريكا مع فريق هارتفورد بايسنتينيلز في عام 1975، وفي وقت لاحق كانت له أيضًا مسيرة ناجحة كمعلق على كرة القدم في التسعينيات.
على المستوى الدولي، مثل بولغاريلي إيطاليا في دورة الألعاب الأولمبية الصيفية 1960 في روما، حيث احتل الفريق المركز الرابع، وشارك في بطولتي كأس العالم لكرة القدم؛ خاض أول مباراة دولية له في نسخة 1962 من البطولة، واحتفل بهذه المناسبة بتسجيله هدفين، ليصبح أصغر هداف إيطالي في كأس العالم على الإطلاق. وكان أيضًا عضوًا في المنتخب الإيطالي الذي فاز ببطولة أمم أوروبا عام 1968.

## مسيرته المهنة
قضى مسيرته الكروية كاملة مع نادي بولونيا الإيطالي، شارك في 391 مباراة بالدوري الإيطالي خلال 16 عامًا بين عامي 1959-1975، بالإضافة إلى 54 مباراة في كأس إيطاليا، وثلاث مباريات في كأس أوروبا، ومباراتين في كأس أبطال الكؤوس، و20 مباراة في كأس المعارض بين المدن، وأربع مباريات في كأس ميتروبا، ومباراتين في كأس الدوري الأنجلو إيطالي؛ سجل 58 هدفًا في جميع المسابقات، 43 منها في الدوري الإيطالي. فاز باللقب مع النادي في عام 1964، بعد أن هزموا نادي إنتر ميلان "جراندي" بقيادة هيريرا بنتيجة 2-0 في مباراة فاصلة؛ كانت هذه هي المرة الوحيدة في التاريخ التي تم فيها تحديد لقب الدوري بهذه الطريقة. كما فاز بكأس إيطاليا مرتين مع النادي خلال السبعينيات، بالإضافة إلى كأس ميتروبا وكأس الدوري الأنجلو إيطالي. مع 488 مباراة في جميع المسابقات، فهو صاحب الرقم القياسي في عدد المباريات مع بولونيا على مر العصور. أنهى مسيرته المهنية بفترة قصيرة في عام 1975 مع فريق هارتفورد بايسنتينيلز في الولايات المتحدة الأمريكية.

## وفاته
تم تشخيص جاكومو بإصابته بالسرطان ونقل إلى مستشفى فيلا نيجريسولي في بولونيا، وتوفي هناك في 12 فبراير 2009 عن عمر يناهز 68 عامًا. وبمناسبة الجنازة، تم إعلان يوم حداد في بولونيا، وهو الأول من نوعه بالنسبة للرياضي. حضر الجنازة التي أقيمت في كاتدرائية سان بيترو من قبل الأسقف المساعد لمدينة بولونيا إرنستو فيكي، والعديد من شخصيات رياضية وسياسية، فضلاً عن العديد من مشجعي روسوبلو. يقع القبر في فناء سيناري في المقبرة الأثرية لشيرتوزا في بولونيا.

## مبادرات في ذكرى بولغاريلي
تفقت بلدية بولونيا ونادي بولونيا لكرة القدم 1909 على تغيير اسم "كورفا أندريا كوستا" في ملعب ريناتو دالارا، لتسميته على اسم جياكومو بولغاريلي. منذ عام 2011، نظمت جمعية جياكومو بولغاريلي وجمعية لاعبي كرة القدم الإيطاليين، برعاية الاتحاد الدولي للاعبين المحترفين، جائزة بولغاريلي رقم 8، والتي تختار المرشحين الثلاثة للحصول على لقب لاعب خط الوسط الأكثر اكتمالاً في العام التقويمي في العالم. ولدت الجائزة من فكرة الصحفي لويجي كولومبو (الذي عمل مع بولغاريلي كمعلق)، وهو ورئيس جمعية بولغاريلي.

## الانجازات

### النادي
بولونيا
- الدوري الإيطالي الدرجة الأولى: 1963–64
- كأس إيطاليا: 1969–70، 1973–74
- كأس ميتروبا: 1961
- كأس الدوري الإنجليزي الإيطالي: 1970

### دولي
منتخب إيطاليا
- بطولة أمم أوروبا: 1968

### فردي
- قاعة مشاهير كرة القدم الإيطالية: 2014 (تكريم بعد الوفاة)

## روابط خارجية
- جاكومو بولغاريلي على موقع الاتحاد الدولي (مؤرشف)  (الإنجليزية)
- جاكومو بولغاريلي على موقع قاعدة بيانات كرة القدم.إي يو (الإنجليزية)
- جاكومو بولغاريلي على موقع ناشيونال فوتبول تيمز (الإنجليزية)
- جاكومو بولغاريلي على موقع عالم كرة القدم.نت (الإنجليزية)
- جاكومو بولغاريلي على موقع أوليمبيديا (الإنجليزية)